# Т-образная матка
Т-образная матка (англ. T-shaped uterus) — тип порока развития матки, при котором матка по форме напоминает букву Т. Обычно она наблюдается у женщин, подвергшихся воздействию диэтилстильбестрола. Патология присутствует в классификации ESHRE/ESGE, и связана с риском неудачного ЭКО, повышенным риском внематочной беременности, выкидыша и преждевременных родов. Существует хирургическая операция по исправлению порока развития.

## Диагностика
Часто это состояние диагностируется у женщин после нескольких неудачных беременностей, после чего проводятся диагностические процедуры, такие как магнитно-резонансное исследование, сонография и гистеросальпингография. При таких исследованиях наблюдается расширение интерстиция и перешейка маточной трубы, а также сужение матки в целом, особенно её нижней и боковой части. Матка может быть одновременно уменьшена в объеме, и могут одновременно присутствовать другие аномалии.

## Лечение
Женщины, страдающие Т-образной формой матки могут иметь детей, однако у них выше риск осложнений, таких как выкидыши, снижение фертильности и преждевременные роды, как до, так и после лечения.
Современная хирургическая процедура лечения этого порока развития, называемая гистероскопической коррекцией или метропластикой, проводится путём бокового разреза стенок матки и может вернуть органу нормальную морфологию, улучшая при этом прежние репродуктивные показатели пациентки. Эта процедура с низким риском и может уменьшить риск преждевременных родов в 10 раз, если эндометрий находится в хорошем состоянии. Тем не менее, риски после процедуры включают приращение плаценты, синдром Ашермана и сильное кровотечение.